# منصوره (استان غردایه)
منصوره (به عربی: المنصورة) یک شهرداری در الجزایر است که در منصوره واقع شده‌است. منصوره ۲٬۸۴۰ نفر جمعیت دارد و ۴۲۸ متر بالاتر از سطح دریا واقع شده‌است.